# فالتر فايلر
فالتر فايلر (4 ديسمبر 1903 – 4 مايو 1945) لاعب كرة قدم سويسري راحل كان يجيد اللعب في خط الدفاع.
لعب طوال مسيرته الرياضية في نادي غراسهوبر زيوريخ (1925-1943).
مثل منتخب سويسرا في 25 مباراة مسجلا 4 أهداف (1926-1942). شارك مع منتخب سويسرا في بطولة كأس العالم 1934 في إيطاليا حيث خرج من الدور الربع النهائي.

## وصلات خارجية
- فالتر فايلر على موقع الاتحاد الدولي (مؤرشف)  (الإنجليزية)
- فالتر فايلر على موقع قاعدة بيانات كرة القدم.إي يو (الإنجليزية)
- فالتر فايلر على موقع ناشيونال فوتبول تيمز (الإنجليزية)
- فالتر فايلر على موقع Soccerway.com (الإنجليزية)
- فالتر فايلر على موقع عالم كرة القدم.نت (الإنجليزية)
- فالتر فايلر على موقع أوليمبيديا (الإنجليزية)
- هذا سيرة ذاتية